# フセイン・オン
フセイン・オン（マレー語: Hussein Onn, 1922年2月12日 - 1990年5月29日）は、マレーシアの第3代首相である。就任期間は、1976年から1981年である。
1981年、心臓手術を受け、7月16日、政治的活動と首相の辞任を発表した。マハティール・ビン・モハマドがそのあとを継いだ。